# Balud

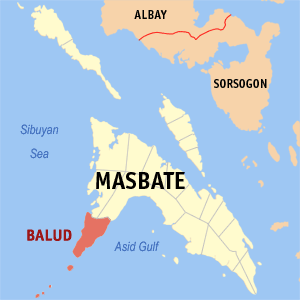
Bản đồ Masbate với vị trí của Balud

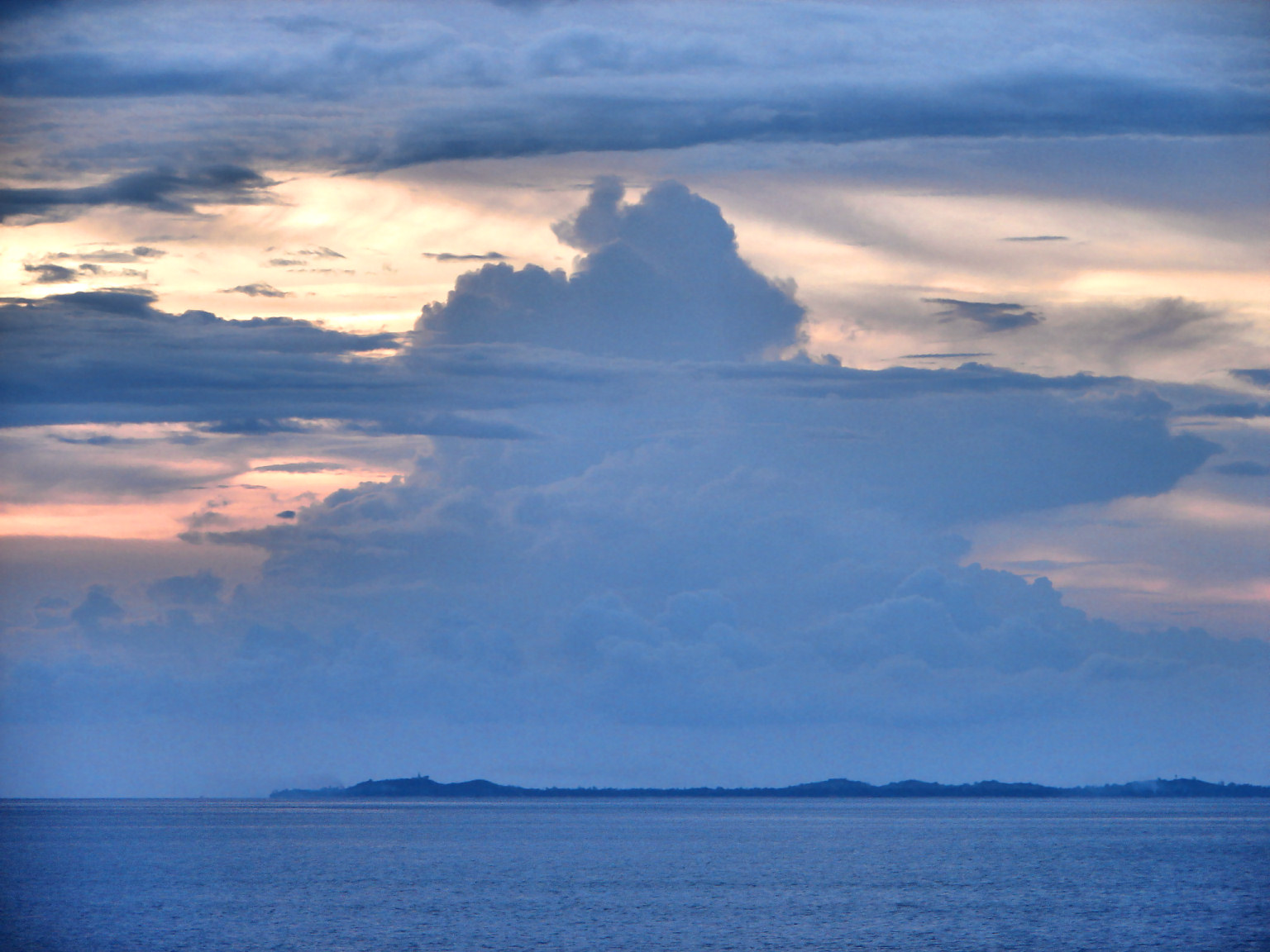
Jintotolo

Balud là một đô thị hạng 4 ở tỉnh Masbate, Philippines. Theo điều tra dân số năm 2015 của Philipin, đô thị này có dân số 38.124 người trong.

## Các đơn vị hành chính
Balud được chia ra 32 barangay.
| - Baybay (Lumocab) - Bongcanaway - Mabuhay (Bongcanaway III) - Calumpang - Cantil - Casamongan - Dao - Danao - Guinbanwahan - Ilaya - Jangan | - Jintotolo - Mapili - Mapitogo - Pajo - Palane - Panguiranan - Panubigan - Poblacion (Balud) - Pulanduta - Quinayangan Diotay - Quinayangan Tonga | - Salvacion - Sampad - San Andres (Quinayangan Dacu - San Antonio - Sapatos - Talisay - Tonga - Ubo - Victory (Victoria) - Villa Alvarez |